# 共産主義者同盟蜂起派
共産主義者同盟蜂起派は日本の新左翼。通称蜂起派。前身は共産同鉄の戦線派。第2次ブントの第2次分裂で生まれた共産同戦旗派が源流。かつての指導者としてはさらぎ徳二（仏徳二、本名は右田昌人）が有名であり、そのため蜂起派は「さらぎ派」という通称でも知られている。なお、現在の指導者は槙渡など。現在の機関紙名は『赤星』（停刊中）。理論誌は『共産主義』（不定刊 / 第2次ブントおよび12・18ブントの理論機関誌名を継承したものである）。発行元は蜂起社。かつての機関紙名は『蜂起』であったが、組織内対立によりさらぎ徳二が離脱した後は『赤星』と改名された。
- 1970年12月18日、戦旗派が分裂して誕生。
- 1972年5月 熊本陸上自衛隊西部方面総監部爆弾事件。
- 1972年10月　共産同鉄の戦線派から共産同蜂起派に改称。
- 1973年9月「合法的な大衆運動へ回帰した」として武闘派が離脱して「蜂起左派」を結成。指導者は羽山太郎（本名は佐藤秋男）。蜂起左派はのち「都内連続交番爆破事件」に関与していたとして警察に検挙され消滅した。
- 1974年5月以降、京浜安保共闘の残党と「武闘派共闘」（ただし、川島豪は分派して参加せず）を結成。
- 1998年に議長であったさらぎ徳二が組織から離脱する。

主に、山谷・釜ヶ崎などの寄せ場労働運動や三里塚（空港反対同盟北原派を支援）、沖縄連帯運動に取り組む。また、反グローバリズムを標榜する。かつてのスローガンである「階級深部の怒りに立脚せよ」は広く知られている。
2008年12月に、共産主義者同盟（首都圏委員会）、共産主義者同盟（プロレタリア通信編集委員会）と2009年3月を目処として共同で新たに共産主義者協議会（機関紙『赤いプロレタリア』）を結成することを表明した。ちなみに組織統合ではなくそれぞれの党派は存続している点に注意。あくまでも協議会である。なお共産主義者協議会の機関紙『赤いプロレタリア』は蜂起派の機関紙である『赤星』を改題し発行されている。そのために現在蜂起派の機関紙は発行されていない。

## ヘルメット
| 組織                  | 前面              | 後面     |
| --------------------- | ----------------- | -------- |
| 共産同戦旗派 鉄の戦線 | 反帝戦線 反帝战線 | 戦旗 AIF |
| 共産同蜂起派          | 反帝戦線 反帝战線 | 蜂起 AIF |